# Lorrainosaurus
Lorrainosaurus — вид пліозаврів із середньої юри Лотарингії, Франція.

## Відкриття та найменування
Зразок голотипу (MNHNL BU159) було виявлено під час тимчасових розкопок для модернізації дороги між комунами Монтуа-ла-Монтань і Сент-Марі-о-Шен у Лотарингії, Франція. Останки складалися з майже повної нижньої щелепи, коракоїдної плечової кістки, зуба та фрагментів верхньої щелепи та передньої кінцівки. Зокрема, вони походять із ділянки Марн-де-Гравелот, родовища мергелю, датованого байоським етапом середньої юри приблизно 168 млн років тому. Зразок вперше потрапив під дослідження палеонтолога Паскаля Годфруа в 1994 році, який описав їх як новий вид Simolestes і назвав його S. keileni.
Родова ідентифікація була піддана сумніву докторською дисертацією Ное (2001), але лише принаймні до 2021 року голотип почав ретельно перевірятися Свеном Саксом з Музею природознавства Білефельда. Сакс опублікував свої результати в дослідженні багатьох авторів 2023 року, яке виявило, що MNHNL BU159 належить до більш похідної лінії, ніж Simolestes, що вимагає створення нового роду. Вони назвали Lorrainosaurus, портманто типу місцевості Лотарингії та давньогрецької σαῦρος (sauros, «рептилія»).